# CakePHP
CakePHP es un framework para el desarrollo aplicaciones web escrito en PHP, creado sobre los conceptos de Ruby on Rails.

## Historia
CakePHP empezó en 2005, cuando Ruby On Rails estaba ganando popularidad y utiliza muchos de sus conceptos. Desde entonces la comunidad creció y generó muchos subproyectos.

## Características
CakePHP es un framework o marco de trabajo que "facilita" el desarrollo de aplicaciones web, utilizando el patrón de diseño MVC (Modelo Vista Controlador). Es de código abierto y se distribuye bajo licencia MIT.
Al igual que Ruby On Rails, CakePHP facilita al usuario la interacción con la base de datos mediante el uso de Active record.
- PHP 7.2 Requerido
- CRUD de la base de datos integrado
- URLs amigables
- Sistema de plantillas rápido y flexible
- Ayudas para AJAX, Javascript, HTML, forms y más
- Trabaja en cualquier subdirectorio del sitio
- Validación integrada
- Scaffolding de las aplicaciones
- Lista de control de acceso
- Sintetización de datos
- Componentes de seguridad y sesión

## Versiones del Proyecto
La última versión estable de CakePHP es la 4.3.0